# Quercus delavayi
Quercus delavayi är en bokväxtart som beskrevs av Adrien René Franchet. Quercus delavayi ingår i släktet ekar, och familjen bokväxter. Inga underarter finns listade.